# Riksdagsvalget i Sverige 1920
Riksdagsvalget i Sverige 1920 var valget til den Sveriges Rigsdags Andra kammaren, valget blev afholdt den 28. september 1920.

## Valgresultat
| Parti                 | Parti                                     | Partiledere                   | Stemmer          | Stemmer | Stemmer | Mandatfordeling | Mandatfordeling |
| Parti                 | Parti                                     | Partiledere                   | Antal            | %       | +− %    | Antal           | +−              |
| --------------------- | ----------------------------------------- | ----------------------------- | ---------------- | ------- | ------- | --------------- | --------------- |
|                       | Sveriges socialdemokratiska arbetareparti | Hjalmar Branting              | 195 121          | 29,7    | −1,4    | 75              | −11             |
|                       | Allmänna valmansförbundet                 | Arvid Lindman                 | 183 019          | 27,8    | +3,2    | 71              | +12             |
|                       | Liberala samlingspartiet                  | Nils Edén                     | 143 355          | 21,8    | −5,8    | 47              | -15             |
|                       | Bondeförbundet                            | Johan Andersson i Raklösen    | 52 318           | 7,9     | +2,7    | 19              | +10             |
|                       | Sveriges socialdemokratiska vänsterparti  | Zeth Höglund                  | 42 056           | 6,4     | −1,7    | 7               | −4              |
|                       | Jordbrukarnas Riksförbund                 | Olof Olsson i Kullenbergstorp | 40 623           | 6,2     | +3,0    | 10              | +7              |
|                       | Øvrige partier                            | —                             | 1 691            | 0,3     | —       | 1               | +1              |
| Antal gyldige stemmer | Antal gyldige stemmer                     | Antal gyldige stemmer         | 658 183          | 100,0   |         | 230             |                 |
| Ugyldige stemmer      | Ugyldige stemmer                          | Ugyldige stemmer              | 2 011            |         |         |                 |                 |
| Totalt                | Totalt                                    | Totalt                        | 660 194 (55,3 %) |         |         |                 |                 |

Størstedelen af "øvrige partier" (1520 stemmer) gik til politikeren Carl Wahren, som fik mandat fra Norrköpings og Linköpings valgkredse.
Ved valget var 1.192.922 personer stemmeberettigede.